# Карл Ландауер
Карл Ландауер (на немски: Karl Landauer) е германски психоаналитик и лекар. Пионер е в аналитичната психотерапия за деца и тийнейджъри. Описанието на Ландауер за психодинамиката на задръжките на мисленето повлиява на пионерските изследвания на Франкфуртското училище върху характера на предразсъдъците.

## Биография
Роден е на 12 октомври 1887 година в Мюнхен, Германия. Произхожда от ортодоксална еврейска фамилия, най-малкият от три деца и единственото момче. Баща му, банкер, умира след дълго боледуване, когато Карл е на 14 години. Започва да учи медицина, като желае да стане педиатър, но впоследствие решава да е психиатър. За да допълни невропсихиатричната си тренировка с Юлиус Вагнер-Яурег, през 1912 Ландауер получава съвет от психиатъра Макс Исерлин в института Крепелин в Мюнхен да започне анализа с Фройд. Присъединява се към Виенското психоаналитично общество през есента на 1913.
През 1929 година, заедно с Хайнрих Менг, Фрида Фром-Райхман и Ерих Фром, Ландауер основава Франкфуртския психоаналитичен институт по покана на Макс Хоркхаймер, който е един от неговите анализирани и основател на Франкфуртския институт за социални изследвания. Ландауер също е ментор на психоаналитика Зигфрид Фукс (Фулкес).
Умира на 27 януари 1945 година в Берген-Белзен на 57-годишна възраст.